# بيرس كاهيل
بيرس كاهيل هو سياسي أمريكي، ولد في 9 يناير 1869 في بيتاون في الولايات المتحدة، وتوفي في 26 يناير 1935. نشط حزبياً في الحزب الجمهوري. وقد انتخب عضو مجلس ولاية داكوتا الجنوبية ‏.